# Elatostema ciliatum
Elatostema ciliatum är en nässelväxtart som beskrevs av Charles Baron Clarke och Joseph Dalton Hooker. Elatostema ciliatum ingår i släktet Elatostema och familjen nässelväxter. Inga underarter finns listade i Catalogue of Life.